# Antoine Gérard
Antoine Gérard (ur. 15 czerwca 1995 w Remiremont) – francuski dwuboista klasyczny, zawodnik klubu US Ventron.

## Kariera
Po raz pierwszy na arenie międzynarodowej pojawił się 26 lutego 2011 roku w Baiersbronn, gdzie w zawodach juniorskich zajął 24. miejsce w zawodach metodą Gundersena na normalnej skoczni. Blisko cztery lata później, 24 stycznia 2015 roku w Planicy zadebiutował w Pucharze Kontynentalnym zajmując 21. miejsce w Gundersenie. W lutym 2015 roku wystartował na mistrzostwach świata juniorów w Ałmaty, gdzie był między innymi ósmy w Gundersenie na normalnej skoczni i piąty w sztafecie.
W Pucharze Świata zadebiutował 19 grudnia 2015 roku w Ramsau, został jednak zdyskwalifikowany. Pierwsze pucharowe punkty wywalczył 21 lutego 2016 roku w Lahti, zajmując 27. miejsce w Gundersenie. W 2015 roku wystąpił także na mistrzostwach świata w Falun, gdzie rywalizację w Gundersenie na normalnej skoczni ukończył na 35. miejscu. Na rozgrywanych dwa lata później mistrzostwach świata w Lahti był między innymi siódmy w sztafecie i osiemnasty w Gundersenie na dużej skoczni.
W maju 2024 roku ogłosił zakończenie kariery.

## Osiągnięcia

### Igrzyska Olimpijskie
| Miejsce | Dzień     | Rok  | Miejscowość | Konkurencja           | Wynik zwycięzcy | Strata  | Zwycięzca       |
| ------- | --------- | ---- | ----------- | --------------------- | --------------- | ------- | --------------- |
| 26.     | 14 lutego | 2018 | Pjongczang  | Gundersen HS109/10 km | 24:51,4         | +2:45,4 | Eric Frenzel    |
| 32.     | 20 lutego | 2018 | Pjongczang  | Gundersen HS140/10 km | 23:52,5         | +3:27,8 | Johannes Rydzek |
| 5.      | 22 lutego | 2018 | Pjongczang  | Sztafeta HS140/4x5 km | 46:09,8         | +2:27,2 | Niemcy          |
| DSQ     | 9 lutego  | 2022 | Zhangjiakou | Gundersen HS106/10 km | 25:07,7         | -       | Vinzenz Geiger  |
| 14.     | 15 lutego | 2022 | Zhangjiakou | Gundersen HS140/10 km | 27:13,3         | +1:39,1 | Jørgen Graabak  |
| 5.      | 17 lutego | 2022 | Zhangjiakou | Sztafeta HS140/4x5 km | 50:45,1         | +2:15,0 | Norwegia        |

### Mistrzostwa świata
| Miejsce | Dzień     | Rok  | Miejscowość      | Konkurencja                     | Wynik zwycięzcy | Strata  | Zwycięzca          |
| ------- | --------- | ---- | ---------------- | ------------------------------- | --------------- | ------- | ------------------ |
| 35.     | 20 lutego | 2015 | Falun            | Gundersen HS100/10 km           | 26:38,9         | +3:07,6 | Johannes Rydzek    |
| 26.     | 24 lutego | 2017 | Lahti            | Gundersen HS100/10 km           | 26:19,6         | +2:00,4 | Johannes Rydzek    |
| 7.      | 26 lutego | 2017 | Lahti            | Sztafeta HS100/4x5 km           | 47:57,3         | +1:19,5 | Niemcy             |
| 18.     | 1 marca   | 2017 | Lahti            | Gundersen HS130/10 km           | 26:41,6         | +1:55,4 | Johannes Rydzek    |
| 8.      | 22 lutego | 2019 | Seefeld in Tirol | Gundersen HS130/10 km           | 23:43,0         | +29,6   | Eric Frenzel       |
| 6.      | 24 lutego | 2019 | Seefeld in Tirol | Sprint drużynowy HS130/2x7,5 km | 28:29,5         | +1:44,6 | Niemcy             |
| 11.     | 28 lutego | 2019 | Seefeld in Tirol | Gundersen HS109/10 km           | 25:01,3         | +1:15,9 | Jarl Magnus Riiber |
| 6.      | 2 marca   | 2019 | Seefeld in Tirol | Sztafeta HS109/4x5 km           | 50:15,5         | +1:12,0 | Norwegia           |
| 23.     | 26 lutego | 2021 | Oberstdorf       | Gundersen HS106/10 km           | 23:01,2         | +1:57,6 | Jarl Magnus Riiber |
| 6.      | 28 lutego | 2021 | Oberstdorf       | Sztafeta HS106/4x5 km           | 43:57,7         | +2:54,4 | Norwegia           |
| 29.     | 4 marca   | 2021 | Oberstdorf       | Gundersen HS137/10 km           | 23:11,1         | +4:37,1 | Johannes Lamparter |
| 4.      | 1 marca   | 2023 | Planica          | Sztafeta HS138/4x5 km           | 47:20,4         | +33,2   | Norwegia           |
| 22.     | 4 marca   | 2023 | Planica          | Gundersen HS138/10 km           | 23:42,6         | +4:04,1 | Jarl Magnus Riiber |

### Mistrzostwa świata juniorów
| Miejsce | Dzień    | Rok  | Miejscowość | Konkurencja           | Wynik zwycięzcy | Strata  | Zwycięzca          |
| ------- | -------- | ---- | ----------- | --------------------- | --------------- | ------- | ------------------ |
| 8.      | 4 lutego | 2015 | Ałmaty      | Gundersen HS100/10 km | 25:54,2         | +1:04,8 | Jarl Magnus Riiber |
| 15.     | 6 lutego | 2015 | Ałmaty      | Gundersen HS100/5 km  | 12:21,8         | +1:46,7 | Jarl Magnus Riiber |
| 5.      | 7 lutego | 2015 | Ałmaty      | Sztafeta HS100/4x5 km | 48:41,4         | +4:45,1 | Austria            |

### Puchar Świata

#### Miejsca w klasyfikacji generalnej
- sezon 2015/2016: 43.
- sezon 2016/2017: 33.
- sezon 2017/2018: 25.
- sezon 2018/2019: 26.
- sezon 2019/2020: 26.
- sezon 2020/2021: 32.
- sezon 2021/2022: 37.
- sezon 2022/2023: 31.
- sezon 2023/2024: 54.

#### Miejsca na podium chronologicznie
Gérard nigdy nie stanął na podium zawodów PŚ.

### Puchar Kontynentalny

#### Miejsca w klasyfikacji generalnej
- sezon 2014/2015: 73.
- sezon 2015/2016: 18.
- sezon 2016/2017: nie brał udziału
- sezon 2017/2018: 26.
- sezon 2018/2019: 36.
- sezon 2019/2020: nie brał udziału
- sezon 2020/2021: nie brał udziału
- sezon 2021/2022: nie brał udziału
- sezon 2022/2023: nie brał udziału
- sezon 2023/2024: 22.

#### Miejsca na podium chronologicznie
| Nr | Data            | Miejscowość | Konkurencja           | Wynik zwycięzcy | Pozycja | Strata  | Zwycięzca        |
| -- | --------------- | ----------- | --------------------- | --------------- | ------- | ------- | ---------------- |
| 1. | 5 stycznia 2018 | Klingenthal | Gundersen HS140/5 km  | 12:00,2         | 1.      | -       | -                |
| 2. | 7 stycznia 2018 | Klingenthal | Gundersen HS140/10 km | 25:23,9         | 2.      | +8,2    | François Braud   |
| 3. | 17 lutego 2019  | Rena        | Gundersen HS111/10 km | 24:12,1         | 3.      | +3,7    | Paul Gerstgraser |
| 4. | 17 grudnia 2023 | Ruka        | Gundersen HS142/10 km | 28:12,6         | 3.      | +1:19,1 | Mario Seidl      |

### Letnie Grand Prix

#### Miejsca w klasyfikacji generalnej
- 2015: niesklasyfikowany
- 2016: 17.
- 2017: (34.)[9]
- 2018: (46.)[10]
- 2019: 3. (3.)[11]
- 2021: 14. (29.)[12]
- 2022: 9. (21.)[13]
- 2023: (27.)[14]

#### Miejsca na podium chronologicznie
| Nr | Data            | Miejscowość | Konkurencja           | Wynik zwycięzcy | Pozycja | Strata | Zwycięzca          |
| -- | --------------- | ----------- | --------------------- | --------------- | ------- | ------ | ------------------ |
| 1. | 1 września 2019 | Oberhof     | Gundersen HS140/10 km | 22:04,7         | 1.      | -      | -                  |
| 2. | 4 września 2019 | Tschagguns  | Gundersen HS108/10 km | 21:56,3         | 3.      | +2,5   | Fabian Rießle      |
| 3. | 8 września 2019 | Planica     | Gundersen HS138/10 km | 25:13,1         | 2.      | +2,4   | Jarl Magnus Riiber |